# Cella Delavrancea
Maria Cella Delavrancea-Lahovary, née le 15 décembre 1887 à Bucarest – morte le 9 août 1991 dans la même ville, est une pianiste, enseignante et écrivain roumaine, fille aînée de l’écrivain Barbu Ștefănescu Delavrancea, sœur de l’architecte Henrieta Delavrancea (ro), Niculina Delavrancea et « Bebs » Delavrancea, membre du cercle d’Eugen Lovinescu. Elle a été mariée trois fois : avec le diplomate Viorel Tilea (ro) durant la Première Guerre mondiale, avec Aristide Blank puis enfin avec Philippe Lahovary. Elle était une amie intime de Marie de Saxe-Cobourg-Gotha, reine de Roumanie.

## Biographie
Fille de Barbu Ștefănescu Delavrancea et de Maria Lupașcu, elle étudie le piano avec sa mère, puis aux conservatoires de Bucarest et Paris. Ion Luca Caragiale, après l’avoir entendu jouer une valse de Chopin à Vienne, à l’âge de 14 ans, disait d’elle : « un enfant prodige, Cella Delavrancea, qui mâte un monstre sauvage : l’Art ». Elle était très influencée par sa famille. Elle disait elle-même « J’ai été élevée dans une atmosphère dans laquelle on ne parlait que de littérature, art et musique. » Elle se produit en concert en Europe aux côtés de grands artistes, souvent en duo avec Georges Enesco. De 1950 à 1954 elle est enseignante à l’école de musique de Bucarest et depuis 1954 au conservatoire de Bucarest, où de nombreux pianistes parmi lesquels Nicolae Licăreț, Dan Grigore et Radu Lupu sont ses élèves.
En 1929, elle commence à écrire dans le magazine de Tudor Arghezi Bilete de papagal, elle collabore après 1935 avec les magazines Cuvântul, Muzică și poezie, Timpul, Curentul, România Literară, Revista Fundațiilor Regale, etc. Après 1950, à Contemporanul (ro), Gazeta literară et Secolul XX. Ses œuvres principales, histoires courtes, nouvelles ou mémoires, sont Vraja (1946), Mozaic în timp (1973), O vară ciudată (1975), Dintr-un secol de viață (1987), etc.

## Galerie photographique

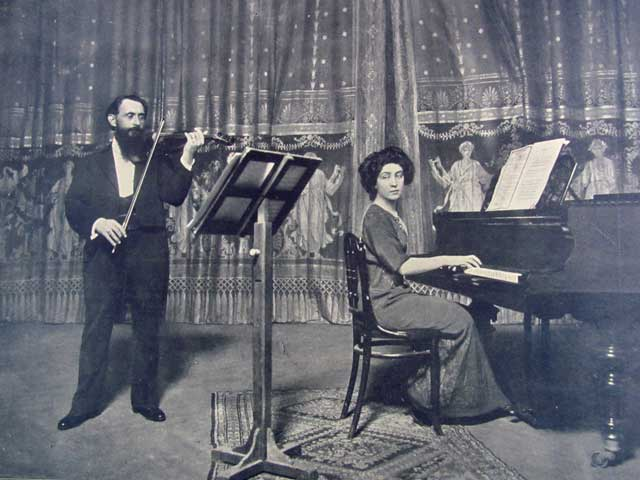
Cella Delavrancea au piano (avant 1920)